# Квон, Зе Дон
Зе Дон (Дмитрий Харитонович) Квон (род. 3 ноября 1950 года) — советский и российский физик, специалист в области физики конденсированного состояния и мезоскопической физики. Заведующий лабораторией Института физики полупроводников им. А. В. Ржанова СО РАН. Доктор физико-математических наук (1992), профессор кафедры физики полупроводников ФФ НГУ (1993), член-корреспондент РАН (2022).
Известен исследованиями физичеких свойств низкоразмерных электроннo-дырочных систем в квантовых ямах на основе теллурида ртути. Автор и соавтор более 300 статей. Имеет более 3200 цитирований своих работ, опубликованных в реферируемых журналах. Индекс Хирша (2021 год) — 31.

## Биография
Родился 3 ноября 1950 года в поселке Быков Долинского района Сахалинской области в семье служащих. В 1973 году окончил физический факультет Новосибирского государственного университета, а в 1978 году — аспирантуру Института физики полупроводников имени А. Ф. Иоффе РАН.
Начал работать в Институте физики полупроводников имени А. В. Ржанова СО РАН с 1973 года. В 1998 году стал заведующим лабораторией физики и технологии структур на основе полупроводников А3В5.
В 1980 году защитил кандидатскую диссертацию по теме «Исследование свойств инверсионных каналов в германиевых МДП-структурах».
В 1992 году защитил докторскую диссертацию по теме «Квантовые явления в тонких полупроводниковых слоях и микроструктурах на их основе».
С 1984 года ведёт преподавательскую деятельность в НГУ и в 1993 году стал профессором кафедры физики полупроводников. Читает курс «Физика полупроводников тонких слоёв и низкоразмерных структур».
В 2022 году избран членом-корреспондентом от Отделения физических наук РАН.

## Научная деятельность
З. Д. Квон является специалист в области физики конденсированного состояния. Его основная сфера научных интересов связана с изучением квантовых свойств низкоразмерных электронных систем и наноструктур.
Вклад З. Д. Квона в исследования физики конденсированного состояния описываются, но не исчерпываются следующими темами: интерференционные эффекты в системах с сильным спин-орбитальным взаимодействием, подавление слабой локализации микроволновым полем, стохастическая динамика двумерных электронов, мезоскопический фотогальванический эффект и мезоскопическая термоэдс, осцилляции Ааронова — Бома в сверхмалых полупроводниковых интерферометрах, обусловленное эффектами памяти отрицательное магнитосопротивление, эффекты близости и андреевское отражение в мезоскопических переходах сверхпроводник-нормальный металл-сверхпроводник, магнитный пробой двумерного топологического изолятора, осцилляции магнитосопротивления, индуцированные терагерцовым излучением, межзонные переходы в трехмерном топологическом изоляторе.
Под руководством З. Д. Квона впервые определены величина рашбовского спинового расщепления в двумерных электронных системах без центра инверсии, созданы и исследованы новые разновидности твердотельных электронных биллиардов и обнаружены устойчивые электронные траектории и фрактальной структура их фазового пространства. В его лаборатории в Институте физики полупроводников в Новосибирске исследованы состояния двумерного полуметалла в HgTe квантовых ямах и Андерсоновская локализации в двумерной электронно-дырочной системе, двумерные и трёхмерные топологические изоляторов на основе HgTe и на основе этого впервые наблюдались различные сценарии Андерсоновской локализации, а также явления, связанные с жесткой связью спина и электрона.

## Награды
- Медаль ордена «За заслуги перед Отечеством» II степени (5 февраля 2024 года) — за большой вклад в развитие отечественной науки, многолетнюю плодотворную деятельность и в связи с 300-летием со дня основания Российской академии наук[7].